# 第81回都市対抗野球大会予選
第81回都市対抗野球大会予選は、第81回都市対抗野球大会に出場するまでの全543試合の結果をまとめたものである。なお、本大会への出場を決める代表決定戦以外におけるコールド、延長のイニングは記載しない。

## 北海道地区

### 1次予選
- 1回戦

函館太洋倶楽部　6－4　WEEDしらおい
札幌倶楽部　2－1　旭川グレートベアーズ
オール苫小牧　5－3　ブレーブくしろ
ウイン北広島　3－2　札幌ブルーインズ
- 2回戦

トランシス・マーリンズ　7－6　函館太洋倶楽部
小樽野球協会　7－1　札幌倶楽部
オール苫小牧　7－5　伊達聖ヶ丘病院
帯広倶楽部　8－6　ウイン北広島
- 3回戦

JR北海道　4－0　トランシス・マーリンズ
航空自衛隊千歳　8－1　小樽野球協会
室蘭シャークス　7－0　オール苫小牧
札幌ホーネッツ　7－0　帯広倶楽部
- 敗者復活1回戦

トランシス・マーリンズ　10－0　小樽野球協会
帯広倶楽部　4－2　オール苫小牧
- 敗者復活2回戦

トランシス・マーリンズ　3－1　帯広倶楽部
- 代表決定戦

JR北海道　6－5　航空自衛隊千歳
室蘭シャークス　6－0　札幌ホーネッツ
- 第3代表決定戦

札幌ホーネッツ　2－1　航空自衛隊千歳
- 第4代表決定戦

航空自衛隊千歳　2－0　トランシス・マーリンズ
JR北海道、室蘭シャークス、札幌ホーネッツ、航空自衛隊千歳が2次予選に進出

### 2次予選
- 1回戦

JR北海道　7－0　札幌ホーネッツ
室蘭シャークス　9－1　航空自衛隊千歳
- 敗者復活1回戦

航空自衛隊千歳　7－1　札幌ホーネッツ
- 2回戦

JR北海道　3－2　室蘭シャークス
- 敗者復活2回戦

航空自衛隊千歳　7－2　室蘭シャークス
- 代表決定戦

JR北海道　7－1　航空自衛隊千歳
JR北海道が本戦出場

## 東北地区

### 青森県1次予選
- 1回戦

三菱製紙八戸クラブ　10－0　オール青森クラブ
キングブリザード鶴田　7－1　全弘前倶楽部
- 準決勝

三菱製紙八戸クラブ　3－0　自衛隊青森
ブルーズヨシフォレスト　10－8　キングブリザード鶴田
- 決勝（代表決定戦）

三菱製紙八戸クラブ　10－9　ブルーズヨシフォレスト
三菱製紙八戸クラブが東北2次予選に進出

### 岩手県1次予選
- 1回戦

久慈クラブ　9－7　盛岡市立クラブ
オール不来方　7－5　遠野クラブ
矢巾硬式クラブ　9－0　釜石野球団
- 2回戦

一戸桜陵クラブ　5－4　盛岡倶楽部
水沢駒形野球倶楽部　13－2　大槌倶楽部
JR盛岡　8－3　久慈クラブ
北上REDS　9－2　住田硬式野球クラブ
オール不来方　5－3　福高クラブ
オール江刺　8－0　盛友クラブ
赤崎野球クラブ　11－2　矢巾硬式クラブ
フェズント岩手　17－0　前沢野球倶楽部
- 3回戦

JR盛岡　4－1　北上REDS
フェズント岩手　21－1　オール不来方
赤崎野球クラブ　6－2　オール江刺
水沢駒形野球倶楽部　12－1　一戸桜陵クラブ
- 準決勝

フェズント岩手　2－1　JR盛岡
水沢駒形野球倶楽部　3－2　赤崎野球クラブ
- 敗者復活1回戦

赤崎野球クラブ　1－0　JR盛岡
- 決勝（代表決定戦）

フェズント岩手　3－0　水沢駒形野球倶楽部
- 敗者復活代表決定戦

赤崎野球クラブ　7－6　水沢駒形野球倶楽部
フェズント岩手、赤崎野球クラブが東北2次予選に進出

### 秋田県1次予選
- 1回戦

ノースアジア大校友クラブ　22－4　大曲ベースボールクラブ
秋田ベースボールクラブ　11－3　能代松陵クラブ
- 2回戦

TDK　9－0　ノースアジア大校友クラブ
互大設備ダイヤモンドクラブ　10－8　ゴールデンリバース
JR秋田　8－0　秋田王冠クラブ
秋田ベースボールクラブ　3－0　由利本荘ベースボールクラブ
- 準決勝

TDK　8－0　互大設備ダイヤモンドクラブ
JR秋田　8－1　秋田ベースボールクラブ
- 決勝（代表決定戦）

TDK　4－0　JR秋田
TDKが東北2次予選に進出

### 宮城県1次予選
- 1回戦

東北マークス　6－0　青葉クラブ
北杜学園クラブ　（不戦勝）　石巻日和倶楽部
宮城大崎クラブ　（不戦勝）　仙商クラブ
日本製紙石巻　13－0　S・Aクラブ
TFUクラブ　14－2　白山クラブ
サニークラブ　（不戦勝）　登米クラブ
- 2回戦（代表決定戦）

東北マークス　9－2　北杜学園クラブ
JR東日本東北　17－0　宮城大崎クラブ
日本製紙石巻　3－0　TFUクラブ
七十七銀行　23－0　サニークラブ
- 準決勝

JR東日本東北　9－0　東北マークス
日本製紙石巻　3－2　七十七銀行
- 3位決定戦

七十七銀行　6－1　東北マークス
- 決勝

日本製紙石巻　5－0　JR東日本東北
日本製紙石巻、JR東日本東北、七十七銀行、東北マークスが東北2次予選に進出

### 山形県1次予選
- 1回戦（代表決定戦）

天童エンジェルス　10－5　新庄球友クラブ
きらやか銀行　25－1　鶴岡野球クラブ
- 決勝

きらやか銀行　27－0　天童エンジェルス
きらやか銀行、天童エンジェルスが東北2次予選に進出

### 福島県1次予選
- 1回戦

表郷硬友クラブ　8－0　飯野クラブ
ALL北嶺　7－3　保原クラブ
小峰クラブ　11－6　福島クラブ
自衛隊福島　19－5　あぶくまベースボールクラブ
郡山ベースボールクラブ　11－4　二本松クラブ
- 2回戦

福島硬友クラブ　9－4　ALL北嶺
須賀川クラブ　7－0　小峰クラブ
自衛隊福島　10－2　会津ベースボールクラブ
オールいわきクラブ　18－11　郡山ベースボールクラブ
オール双葉野球クラブ　4－1　表郷硬友クラブ
いわき菊田クラブ　8－6　岩瀬書店クラブ
北斗野球クラブ　3－1　オール喜多方クラブ
全白河野球クラブ　8－2　川俣クラブ
- 準々決勝

福島硬友クラブ　11－1　オール双葉野球クラブ
いわき菊田クラブ　5－4　須賀川クラブ
自衛隊福島　3－2　北斗野球クラブ
オールいわきクラブ　10－0　全白河野球クラブ
- 準決勝（代表決定戦）

いわき菊田クラブ　4－3　福島硬友クラブ
オールいわきクラブ　11－0　自衛隊福島
- 決勝

オールいわきクラブ　9－2　いわき菊田クラブ
オールいわきクラブ、いわき菊田クラブが東北2次予選に進出

### 東北2次予選
- リーグ戦Aブロック

第1戦　フェズント岩手　5－0　天童エンジェルス
第2戦　東北マークス　12－2　天童エンジェルス
第3戦　東北マークス　9－2　フェズント岩手
（1位：東北マークス（2勝）、2位：フェズント岩手（1勝1敗）、3位：天童エンジェルス（2敗））
- リーグ戦Bブロック

第1戦　三菱製紙八戸クラブ　10－0　いわき菊田クラブ
第2戦　日本製紙石巻　18－1　いわき菊田クラブ
第3戦　日本製紙石巻　8－4　三菱製紙八戸クラブ
（1位：日本製紙石巻（2勝）、2位：三菱製紙八戸クラブ（1勝1敗）、3位：いわき菊田クラブ（2敗））
- リーグ戦Cブロック

第1戦　七十七銀行　5－2　オールいわきクラブ
第2戦　赤崎野球クラブ　7－5　オールいわきクラブ
第3戦　七十七銀行　4－0　赤崎野球クラブ
（1位：七十七銀行（2勝）、2位：赤崎野球クラブ（1勝1敗）、3位：オールいわきクラブ（2敗））
- リーグ戦Dブロック

第1戦　JR東日本東北　7－1　きらやか銀行
第2戦　TDK　6－1　きらやか銀行
第3戦　JR東日本東北　5－4　TDK
（1位：JR東日本東北（2勝）、2位：TDK（1勝1敗）、3位：きらやか銀行（2敗））
- 第1代表トーナメント1回戦

日本製紙石巻　13－3　東北マークス
七十七銀行　8－1　JR東日本東北
- 第2代表トーナメント1回戦

フェズント岩手　11－1　自衛隊青森
TDK　12－2　赤崎野球クラブ
- 第2代表トーナメント2回戦

JR東日本東北　1－0　フェズント岩手
TDK　7－6　東北マークス
- 第2代表トーナメント3回戦

JR東日本東北　4－3　TDK
- 第1代表決定戦

日本製紙石巻　5x－4　七十七銀行　（延長10回）
- 第2代表決定戦

七十七銀行　3－2　JR東日本東北
日本製紙石巻、七十七銀行が本戦出場

## 北信越地区

### 新潟県1次予選
- 1回戦

野田サンダーズ　3－2　オール飯豊
ファイティングスピリット　5－0　新潟クラブ野球団
五泉クラブ　7－6　佐渡軍団
オール長岡野球倶楽部　5－2　国際情報大学ブルーナビッツ
- 2回戦

野田サンダーズ　6－5　JR新潟
バイタルネット　15－1　新潟コンマーシャル倶楽部
五泉クラブ　7－6　ファイティングスピリット
にいがたKD　5－4　オール長岡野球倶楽部
- 準決勝（代表決定戦）

バイタルネット　12－0　野田サンダーズ
五泉クラブ　5－2　にいがたKD
- 決勝

バイタルネット　5－2　五泉クラブ
バイタルネット、五泉クラブが北信越2次予選に進出

### 長野県1次予選
- 1回戦

佐久コスモスターズ硬式野球クラブ　2－1　長野好球倶楽部
- 代表決定リーグ戦

第1戦　信越硬式野球クラブ　10－1　フェデックス
第2戦　信越硬式野球クラブ　4－0　佐久コスモスターズ硬式野球クラブ
第3戦　佐久コスモスターズ硬式野球クラブ　4－3　フェデックス
信越硬式野球クラブ、佐久コスモスターズ硬式野球クラブが北信越2次予選に進出

### 北陸1次予選
- 1回戦

伏木海陸運送　6－2　富山ベースボールクラブ
Hard Ball Club金沢　3－0　福井ミリオンドリームズ
- 敗者復活1回戦

富山ベースボールクラブ　9－8　福井ミリオンドリームズ
- 代表決定戦

伏木海陸運送　2－1　Hard Ball Club金沢
- 敗者復活代表決定戦

富山ベースボールクラブ　4－0　Hard Ball Club金沢
伏木海陸運送、富山ベースボールクラブが北信越2次予選に進出

### 北信越2次予選
- リーグ戦Aブロック

第1戦　信越硬式野球クラブ　5－4　バイタルネット
第2戦　バイタルネット　10－1　富山ベースボールクラブ
第3戦　信越硬式野球クラブ　9－0　富山ベースボールクラブ
（1位：信越硬式野球クラブ（勝点6）、2位：バイタルネット（勝点3）、3位：富山ベースボールクラブ（勝点0）＝勝ち：勝点3、引き分け：勝点1、負け：勝点0で計算。Bブロックも同じ）
- リーグ戦Bブロック

第1戦　伏木海陸運送　7－3　佐久コスモスターズ硬式野球クラブ
第2戦　伏木海陸運送　4－2　五泉クラブ
第3戦　佐久コスモスターズ硬式野球クラブ　13－1　五泉クラブ
（1位：伏木海陸運送（勝点6）、2位：佐久コスモスターズ硬式野球クラブ（勝点3）、3位：五泉クラブ（勝点0））
- 準決勝

信越硬式野球クラブ　5－0　佐久コスモスターズ硬式野球クラブ
バイタルネット　5－1　伏木海陸運送
- 代表決定戦

バイタルネット　4－3　信越硬式野球クラブ
バイタルネットが本戦出場

## 北関東地区

### 茨城県1次予選
- 1回戦

全東海野球団　13－10　全神栖硬式野球クラブ
大宮クラブ　9－0　全水戸野球クラブ
鹿島レインボーズ　15－5　ALL FIFTY小川
- 2回戦

オール日立ドリームズ　7－2　全鹿嶋野球倶楽部
茨城ゴールデンゴールズ　8－0　全東海野球団
TSUKUBA CLUB　3－2　大宮クラブ
鹿島レインボーズ　11－4　JR水戸
- 3回戦

茨城ゴールデンゴールズ　7－4　TSUKUBA CLUB
鹿島レインボーズ　6－2　オール日立ドリームズ
- 準決勝（代表決定戦）

日立製作所　13－3　鹿島レインボーズ
住友金属鹿島　9－2　茨城ゴールデンゴールズ
- 第3代表決定戦

茨城ゴールデンゴールズ　5－0　鹿島レインボーズ
- 決勝

日立製作所　5－2　住友金属鹿島
日立製作所、住友金属鹿島、茨城ゴールデンゴールズが北関東2次予選に進出

### 栃木県1次予選
- 1回戦

作新クラブ　3－1　コットンウェイ硬式野球倶楽部
ビッグメンバーズクラブ　6－5　全宇都宮野球クラブ
宇工OBクラブ　6－4　宇都宮大学OBクラブ
- 2回戦

スリーナインクラブ　5－3　TSKアークバリア栃木
全足利クラブ　15－1　作新クラブ
ビッグメンバーズクラブ　3－2　全鹿沼野球部
ガッツ全栃木野球クラブ　14－0　宇工OBクラブ
- 準決勝

全足利クラブ　7－2　スリーナインクラブ
ガッツ全栃木野球クラブ　3－2　ビッグメンバーズクラブ
- 敗者復活1回戦

ビッグメンバーズクラブ　2－1　スリーナインクラブ
- 代表決定戦

全足利クラブ　5－1　ガッツ全栃木野球クラブ
- 敗者復活代表決定戦

ガッツ全栃木野球クラブ　18－1　ビッグメンバーズクラブ
全足利クラブ、ガッツ全栃木野球クラブが北関東2次予選に進出

### 群馬県1次予選
- 1回戦

伊勢崎硬建クラブ　1－0　オール高崎野球倶楽部
アゼリア館林硬式野球クラブ　9－8　大泉硬友野球クラブ
全桐生硬友クラブ　14－3　全吾妻硬式野球倶楽部
太田球友硬式野球倶楽部　13－10　全前橋野球倶楽部
- 2回戦（代表決定戦）

伊勢崎硬建クラブ　8－2　アゼリア館林硬式野球クラブ
全桐生硬友クラブ　3－2　太田球友硬式野球倶楽部
- 3回戦

伊勢崎硬建クラブ　17－4　全桐生硬友クラブ
- 決勝

富士重工業　11－0　伊勢崎硬建クラブ
富士重工業、伊勢崎硬建クラブ、全桐生硬友クラブが北関東2次予選に進出

### 北関東2次予選
- 1回戦

富士重工業　12－2　ガッツ全栃木野球クラブ
日立製作所　15－1　全桐生硬友クラブ
全足利クラブ　4－0　茨城ゴールデンゴールズ
住友金属鹿島　13－0　伊勢崎硬建クラブ
- 代表決定リーグ戦

第1戦　富士重工業　11－1　全足利クラブ
第2戦　日立製作所　7－0　住友金属鹿島
第3戦　日立製作所　6－1　全足利クラブ
第4戦　住友金属鹿島　5－2　富士重工業
第5戦　住友金属鹿島　4－3　全足利クラブ
第6戦　日立製作所　6－1　富士重工業
（1位：日立製作所（3勝）、2位：住友金属鹿島（2勝1敗）、3位：富士重工業（1勝2敗）、4位：全足利クラブ（3敗））
日立製作所、住友金属鹿島が本戦出場

## 南関東地区

### 埼玉県1次予選
- 1回戦

都幾川倶楽部硬式野球団　6－5　浦和ダイアモンドドッグス
日本ウェルネス彩　20－7　松山OB野球団
川口ゴールデンドリームズ　9－7　全熊谷硬式野球クラブ
所沢グリーンベースボールクラブ　3－2　全大宮野球団
全浦和野球団　6－5　全三郷硬式野球部
- 2回戦

都幾川倶楽部硬式野球団　12－2　レジェンズ
日本ウェルネス彩　4－1　かみかわ野球クラブ
所沢グリーンベースボールクラブ　12－1　川口ゴールデンドリームズ
一球幸魂倶楽部　4－3　全浦和野球団
- 敗者復活1回戦

かみかわ野球クラブ　8－2　レジェンズ
- 敗者復活2回戦

全大宮野球団　13－2　かみかわ野球クラブ
全熊谷硬式野球クラブ　11－0　全浦和野球団
浦和ダイアモンドドッグス　9－6　松山OB野球団
全三郷硬式野球部　9－2　川口ゴールデンドリームズ
- 敗者復活3回戦

全熊谷硬式野球クラブ　20－7　全大宮野球団
全三郷硬式野球部　8－0　浦和ダイアモンドドッグス
- 3回戦

日本ウェルネス彩　7－5　都幾川倶楽部硬式野球団
所沢グリーンベースボールクラブ　2－1　一球幸魂倶楽部
- 敗者復活4回戦

都幾川倶楽部硬式野球団　5－4　全三郷硬式野球部
一球幸魂倶楽部　9－2　全熊谷硬式野球クラブ
- 敗者復活5回戦

都幾川倶楽部硬式野球団　8－7　一球幸魂倶楽部
- 4回戦

所沢グリーンベースボールクラブ　8－4　日本ウェルネス彩
- 敗者復活6回戦

都幾川倶楽部硬式野球団　4－2　日本ウェルネス彩
- 代表決定戦（敗者復活チームは2勝が必要）

所沢グリーンベースボールクラブ　8－6　都幾川倶楽部硬式野球団
- 順位決定戦

日本通運　7－4　Honda
日本通運、Honda、所沢グリーンベースボールクラブが南関東2次予選に進出

### 千葉県1次予選
- クラブ1回戦

東金球友倶楽部　4－3　千葉熱血MAKING
銚子Oceans　3－2　松戸B.C TYR
YBCフェニーズ　7－6　NODA B.C NEXUS
- クラブ2回戦

サウザンリーフ市原　12－2　東金球友倶楽部
YBCフェニーズ　7－6　銚子Oceans
- クラブ敗者復活戦

銚子Oceans　5－4　東金球友倶楽部
- クラブ決勝

YBCフェニーズ　9－3　サウザンリーフ市原
- 1回戦

YBCフェニーズ　9－4　サウザンリーフ市原
銚子Oceans　3－1　JR千葉
- 準決勝（代表決定戦）

JFE東日本　15－0　YBCフェニーズ
かずさマジック　23－0　銚子Oceans
- 敗者復活1回戦

銚子Oceans　5－1　サウザンリーフ市原
YBCフェニーズ　10－7　JR千葉
- 第3代表決定戦

YBCフェニーズ　6－4　銚子Oceans
- 決勝

JFE東日本　8－2　かずさマジック
JFE東日本、かずさマジック、YBCフェニーズが南関東2次予選に進出

### 山梨県1次予選
- 1回戦

南アルプス硬式野球クラブ　5－2　桂倶楽部
- 準決勝（代表決定戦）

南アルプス硬式野球クラブ　8－4　山梨球友クラブ
大富士BASEBALL CREW　5－3　甲斐府中クラブ
- 決勝

南アルプス硬式野球クラブ　5－4　大富士BASEBALL CREW
南アルプス硬式野球クラブ、大富士BASEBALL CREWが南関東2次予選に進出

### 南関東2次予選
- 1回戦

日本通運　3－0　大富士BASEBALL CREW
かずさマジック　3－2　所沢グリーンベースボールクラブ
Honda　10－0　YBCフェニーズ
JFE東日本　11－0　南アルプス硬式野球倶楽部
- 敗者復活1回戦

所沢グリーンベースボールクラブ　6－1　大富士BASEBALL CREW
YBCフェニーズ　9－3　南アルプス硬式野球倶楽部
- 2回戦

日本通運　5－1　かずさマジック
JFE東日本　2－1　Honda
- 敗者復活2回戦

Honda　10－0　所沢グリーンベースボールクラブ
かずさマジック　16－0　YBCフェニーズ
- 敗者復活3回戦

Honda　11－1　かずさマジック
- 第1代表決定戦

日本通運　9－0　JFE東日本
- 第2代表決定戦

Honda　4－0　JFE東日本
- 第3代表決定戦

かずさマジック　2－1　JFE東日本
日本通運、Honda、かずさマジックが本戦出場、JFE東日本は関東予選に出場

## 東京地区

### 1次予選
- 1回戦

THINKフィットネス・GOLD'S GYMベースボールクラブ　8－6　東京好球倶楽部
WIEN'94　8－1　全調布硬式野球倶楽部
西多摩倶楽部　10－0　東京弥生クラブ
東京城南クラブ　9－5　武蔵野クラブ
- 2回戦

鉄腕硬式野球倶楽部　3－2　THINKフィットネス・GOLD'S GYMベースボールクラブ
全府中野球倶楽部　11－0　WIEN'94
東京スポーツ・レクリエーション専門学校　31－2　Strairal Baseball Club
REVENGE99　8－6　西多摩倶楽部
東京LBC　13－3　東京城南クラブ
- 3回戦

明治安田生命　16－0　鉄腕硬式野球倶楽部
全府中野球倶楽部　15－2　日本ウェルネススポーツ専門学校
REVENGE99　8－1　東京スポーツ・レクリエーション専門学校
東京ガス　15－1　東京LBC
- 敗者復活1回戦

鉄腕硬式野球倶楽部　10－2　日本ウェルネススポーツ専門学校
東京LBC　8－6　東京スポーツ・レクリエーション専門学校
- 代表決定戦

明治安田生命　12－1　全府中野球倶楽部
東京ガス　13－2　REVENGE99
- 敗者復活代表決定戦

REVENGE99　4－2　鉄腕硬式野球倶楽部
全府中野球倶楽部　5－4　東京LBC
明治安田生命、東京ガス、REVENGE99、全府中野球倶楽部が2次予選に進出

### 2次予選
- 1回戦

NTT東日本　3－1　全府中野球倶楽部
東京ガス　1－0　鷺宮製作所
JR東日本　3－2　明治安田生命
セガサミー　13－0　REVENGE99
- 敗者復活1回戦

鷺宮製作所　6－4　全府中野球倶楽部
明治安田生命　11－4　REVENGE99
- 準決勝

東京ガス　5－0　NTT東日本
JR東日本　6－1　セガサミー
- 敗者復活2回戦

鷺宮製作所　6－2　セガサミー
NTT東日本　5－0　明治安田生命
- 敗者復活3回戦

鷺宮製作所　5－3　NTT東日本
- 第1代表決定戦

JR東日本　3－2　東京ガス
- 第2代表決定戦

東京ガス　4－1　鷺宮製作所
- 第3代表決定戦

NTT東日本　4－3　鷺宮製作所　（延長11回）
JR東日本、東京ガス、NTT東日本が本戦出場、鷺宮製作所は関東予選に出場

## 神奈川地区

### 1次予選
- 1回戦

相模原クラブ　5－2　EMANON Baseball Club
マルユウベースボールクラブ湘南　11－1　横浜中央クラブ
横浜球友クラブ　5－3　横浜ベイブルース
茅ヶ崎サザンカイツ　3－1　国際総合伊勢原クラブ
横浜金港クラブ　4－3　WIEN BASEBALL CLUB
全川崎クラブ　8－3　京浜野球倶楽部
- 代表決定戦

相模原クラブ　15－3　マルユウベースボールクラブ湘南
横浜球友クラブ　2－1　茅ヶ崎サザンカイツ
横浜金港クラブ　4－1　全川崎クラブ
相模原クラブ、横浜球友クラブ、横浜金港クラブが2次予選に進出

### 2次予選
- 対抗戦

新日本石油ENEOS　7－0　相模原クラブ
三菱重工横浜　9－0　横浜球友クラブ
東芝　8－0　横浜金港クラブ
- リーグ戦Aブロック

第1戦　新日本石油ENEOS　4－0　三菱重工横浜
第2戦　東芝　2－1　三菱重工横浜
第3戦　東芝　6－2　新日本石油ENEOS
（1位：東芝（2勝）、2位：新日本石油ENEOS（1勝1敗）、3位：三菱重工横浜（2敗））
- リーグ戦Bブロック

第1戦　相模原クラブ　9－1　横浜球友クラブ
第2戦　横浜球友クラブ　3－2　横浜金港クラブ
第3戦　横浜金港クラブ　10－1　相模原クラブ
（1位：横浜金港クラブ（1勝1敗）、2位：横浜球友クラブ（1勝1敗）、3位：相模原クラブ（1勝1敗）＝得失点率差で順位決定）
- 代表決定トーナメント1回戦

三菱重工横浜　6－1　横浜金港クラブ
- 代表決定トーナメント2回戦

三菱重工横浜　3－2　新日本石油ENEOS
- 代表決定戦

三菱重工横浜　3－2　東芝
三菱重工横浜が本戦出場、東芝は関東予選に出場

## 関東地区
- 代表決定リーグ戦

第1戦　東芝　4－3　鷺宮製作所
第2戦　JFE東日本　6－0　東芝
第3戦　JFE東日本　4－2　鷺宮製作所
（1位：JFE東日本（2勝）、2位：東芝（1勝1敗）、3位：鷺宮製作所（2敗））
JFE東日本、東芝が本戦出場

## 東海地区

### 静岡県1次予選
- 1回戦

静岡硬式野球倶楽部　4－2　富士クラブ
- 準決勝

ヤマハ発動機野球部　8－3　静岡硬式野球倶楽部
浜松ケイ・スポーツBC　9－1　中電硬式野球クラブ
- 3位決定戦

中電硬式野球クラブ　13－0　静岡硬式野球倶楽部
- 代表決定戦

浜松ケイ・スポーツBC　6－0　ヤマハ発動機野球部
浜松ケイ・スポーツBCが東海1次予選に進出

### 愛知県1次予選
- 1回戦

エイデン愛工大OB BLITZ　12－0　CENTRAL ARCH
NAGOYA23　5－4　愛知ベースボール倶楽部
- 代表決定戦

エイデン愛工大OB BLITZ　10－3　NAGOYA23
エイデン愛工大OB BLITZが東海1次予選に進出

### 三重県1次予選
- 1回戦

明野レジェンズ　11－4　全三重クラブ
奥伊勢クラブ　5－3　三重高虎ベースボールクラブ
- 代表決定戦

明野レジェンズ　15－8　奥伊勢クラブ
明野レジェンズが東海1次予選に進出

### 東海1次予選
- 1回戦

浜松ケイ・スポーツベースボールクラブ　7－2　明野レジェンズ
エイデン愛工大OB BLITZ　4－1　日本プロスポーツ専門学校
- 代表決定戦

エイデン愛工大OB BLITZ　9－1　浜松ケイ・スポーツベースボールクラブ
エイデン愛工大OB BLITZが東海2次予選に進出

### 東海2次予選
- 予選Aグループ

第1戦　JR東海　4－2　東邦ガス
第2戦　ヤマハ　3－1　東海理化
第3戦　東邦ガス　5－1　東海理化
第4戦　ヤマハ　9－8　JR東海
第5戦　ヤマハ　8－7　東邦ガス
第6戦　東海理化　6－1　JR東海
（1位：ヤマハ（3勝）、2位：東邦ガス（1勝2敗）、3位：東海理化（1勝2敗）、4位：JR東海（1勝2敗）＝2～4位は当該チーム間の得失点率差による）
- 予選Bグループ

第1戦　東海REX　4－0　ジェイプロジェクト
第2戦　王子製紙　3－0　三菱自動車岡崎
第3戦　王子製紙　5－1　東海REX
第4戦　ジェイプロジェクト　0－0　三菱自動車岡崎
第4戦再試合　三菱自動車岡崎　2－0　ジェイプロジェクト
第5戦　東海REX　1－0　三菱自動車岡崎
第6戦　王子製紙　7－1　ジェイプロジェクト
（1位：王子製紙（3勝）、2位：東海REX（2勝1敗）、3位：三菱自動車岡崎（1勝2敗）、4位：ジェイプロジェクト（3敗））
- 予選Cグループ

第1戦　トヨタ自動車　5－3　西濃運輸
第2戦　三菱重工名古屋　7－0　Honda鈴鹿
第3戦　Honda鈴鹿　6－5　西濃運輸
第4戦　トヨタ自動車　11－0　三菱重工名古屋
第5戦　西濃運輸　7－0　三菱重工名古屋
第6戦　トヨタ自動車　9－6　Honda鈴鹿
（1位：トヨタ自動車（3勝）、2位：西濃運輸（1勝2敗）、3位：三菱重工名古屋（1勝2敗）、4位：Honda鈴鹿（1勝2敗）＝2～4位は当該チーム間の得失点率差による）
（各グループにおける順位、勝利数、得失点差率により、上位から順に4チームが第1代表トーナメント、2チームが第2代表トーナメント、2チームが第3代表トーナメント、4チーム及び1次予選突破のエイデン愛工大OB BLITZが第4代表トーナメントにそれぞれ出場）
- 第1代表トーナメント1回戦

王子製紙（2位）　2－1　東海REX（4位）
トヨタ自動車（1位）　8－1　ヤマハ（3位）
- 第2代表トーナメント1回戦

東邦ガス（6位）　7－2　西濃運輸（5位）
- 第3代表トーナメント1回戦

東海理化（7位）　3－0　東海REX
ヤマハ　5－2　三菱自動車岡崎（8位）
- 第4代表トーナメント1回戦

JR東海（10位）　3－2　エイデン愛工大OB BLITZ（1次予選突破）（敗退）
ジェイプロジェクト（12位）　6－4　Honda鈴鹿（11位）（敗退）
- 第4代表トーナメント2回戦

ジェイプロジェクト　4－3　JR東海
- 第4代表トーナメント3回戦

三菱重工名古屋（9位）　6－2　ジェイプロジェクト
- 第4代表トーナメント4回戦

三菱重工名古屋　4－2　西濃運輸
- 第5代表トーナメント1回戦

三菱自動車岡崎　4－2　東海REX
- 第6代表トーナメント1回戦

西濃運輸　5－4　JR東海
東海REX　5－0　ジェイプロジェクト
- 第1代表決定戦

トヨタ自動車　6－3　王子製紙
- 第2代表決定戦

東邦ガス　8－1　王子製紙　（延長11回）
- 第3代表決定戦

東海理化　4－1　ヤマハ
- 第4代表決定戦

王子製紙　3x－2　三菱重工名古屋　（延長11回）
- 第5代表決定戦

ヤマハ　2－0　三菱自動車岡崎
- 第6代表トーナメント2回戦

西濃運輸　9－1　三菱自動車岡崎
三菱重工名古屋　3－2　東海REX
- 第6代表決定戦

三菱重工名古屋　5－1　西濃運輸
トヨタ自動車、東邦ガス、東海理化、王子製紙、ヤマハ、三菱重工名古屋が本戦出場

## 京滋奈地区

### 滋賀県1次予選
- 1回戦

滋賀・高島ベースボールクラブ　12－0　瀬田クラブ
全大津野球団　5－4　近江八幡野球クラブ
- 準決勝

滋賀・高島ベースボールクラブ　5－1　甲賀健康医療専門学校
OBC高島　16－0　全大津野球団
- 代表決定戦

滋賀・高島ベースボールクラブ　3－0　OBC高島
滋賀・高島ベースボールクラブが京滋奈2次予選に進出

### 京都府1次予選
- 1回戦

東宇治クラブ　14－13　東山クラブ
京都グランドスラム　2－1　京都球友クラブ
宇治ベースボールクラブ　5－4　京都ジャスティスベースボールクラブ
京都フルカウンツ　11－9　鴨沂クラブ
- 2回戦

三菱自動車京都ダイヤフェニックス　12－5　東宇治クラブ
島津製作所　13－3　京都グランドスラム
京都ファイアーバーズ　13－0　宇治ベースボールクラブ
ミキハウスREDS　5－4　京都フルカウンツ
- 3回戦

三菱自動車京都ダイヤフェニックス　4－3　島津製作所
ミキハウスREDS　7－2　京都ファイアーバーズ
- 準決勝

日本新薬　8－2　三菱自動車京都ダイヤフェニックス
ニチダイ　9－1　ミキハウスREDS
- 敗者復活1回戦

三菱自動車京都ダイヤフェニックス　6－4　ミキハウスREDS
- 代表決定戦

日本新薬　7－0　ニチダイ
- 敗者復活代表決定戦

ニチダイ　10－1　三菱自動車京都ダイヤフェニックス
日本新薬、ニチダイが京滋奈2次予選に進出

### 奈良県1次予選
- 1回戦

奈良アンビションズクラブ　5－4　奈良Jメンテナンス野球クラブ
奈良フレンドベースボールクラブ　5－1　一城クラブ
大和高田クラブ　6－0　GSG斑鳩クラブ
帝塚山大OBクラブ　8－1　奈良産業大OBクラブ
- 敗者復活1回戦

一城クラブ　7－3　奈良Jメンテナンス野球クラブ
GSG斑鳩クラブ　10－0　奈良産業大OBクラブ
- 2回戦

奈良フレンドベースボールクラブ　11－4　奈良アンビションズクラブ
大和高田クラブ　12－2　帝塚山大OBクラブ
- 敗者復活2回戦

一城クラブ　11－9　帝塚山大OBクラブ
GSG斑鳩クラブ　11－7　奈良アンビションズクラブ
- 敗者復活3回戦

GSG斑鳩クラブ　9－2　一城クラブ
- 代表決定戦進出決定戦

大和高田クラブ　7－0　奈良フレンドベースボールクラブ
- 敗者復活4回戦

奈良フレンドベースボールクラブ　10－0　GSG斑鳩クラブ
- 代表決定戦（敗者復活チームは2勝が必要）

大和高田クラブ　1－0　奈良フレンドベースボールクラブ
大和高田クラブが京滋奈2次予選に進出

### 京滋奈2次予選
- 代表決定リーグ戦

第1戦　大和高田クラブ　5－1　滋賀・高島ベースボールクラブ
第2戦　日本新薬　3－0　ニチダイ
第3戦　大和高田クラブ　2－0　ニチダイ
第4戦　日本新薬　11－0　滋賀・高島ベースボールクラブ
第5戦　ニチダイ　8－2　滋賀・高島ベースボールクラブ
第6戦　日本新薬　13－2　大和高田クラブ
（1位：日本新薬（3勝）、2位：大和高田クラブ（2勝1敗）、3位：ニチダイ（1勝2敗）、4位：滋賀・高島ベースボールクラブ（3敗））
日本新薬が本戦出場、大和高田クラブは近畿予選に出場

## 阪和地区

### 1次予選
- 1回戦

泉州大阪野球団　8－1　大阪ウイング硬式野球クラブ
- 2回戦

和歌山箕島球友会　2－1　泉州大阪野球団
八尾ベースボールクラブ　23－0　大阪ペーシェンスクラブ
中山製鋼野球クラブ　8－1　関電グループ硬式野球クラブ
NOMOベースボールクラブ　2－1　履正社学園
- 準決勝

和歌山箕島球友会　8－3　八尾ベースボールクラブ
NOMOベースボールクラブ　6－0　中山製鋼野球クラブ
- 敗者復活1回戦

中山製鋼野球クラブ　5－2　八尾ベースボールクラブ
- 代表決定戦

和歌山箕島球友会　6－4　NOMOベースボールクラブ
- 敗者復活代表決定戦

中山製鋼野球クラブ　6－3　NOMOベースボールクラブ
和歌山箕島球友会、中山製鋼野球クラブが2次予選に進出

### 2次予選
- リーグ戦

第1戦　パナソニック　11－1　中山製鋼野球クラブ
第2戦　NTT西日本　2－1　和歌山箕島球友会
第3戦　日本生命　4－0　中山製鋼野球クラブ
第4戦　和歌山箕島球友会　3－1　大阪ガス
第5戦　パナソニック　1－0　大阪ガス
第6戦　NTT西日本　6－3　日本生命
第7戦　パナソニック　4－0　和歌山箕島球友会
第8戦　NTT西日本　5－1　中山製鋼野球クラブ
第9戦　日本生命　6－0　和歌山箕島球友会
第10戦　大阪ガス　9－2　中山製鋼野球クラブ
第11戦　パナソニック　2－1　日本生命
第12戦　NTT西日本　5－3　大阪ガス
第13戦　和歌山箕島球友会　2－1　中山製鋼野球クラブ
第14戦　日本生命　3－0　大阪ガス
第15戦　NTT西日本　5－4　パナソニック
（1位：NTT西日本（5勝）、2位：パナソニック（4勝1敗）、3位：日本生命（3勝2敗）、4位：和歌山箕島球友会（2勝3敗）、5位：大阪ガス（1勝4敗）、6位：中山製鋼野球クラブ（5敗））
- 第1代表決定戦

NTT西日本　3－2　パナソニック　（延長15回）
- 第2代表トーナメント1回戦

日本生命　8－0　和歌山箕島球友会
- 第2代表決定戦

日本生命　1－0　パナソニック
NTT西日本、日本生命が本戦出場、パナソニック、和歌山箕島球友会は近畿予選に出場

## 兵庫地区
- リーグ戦Aブロック

第1戦　トータル阪神　11－1　神戸レールスターズ
第2戦　三菱重工神戸　10－0　トータル阪神
第3戦　三菱重工神戸　16－1　神戸レールスターズ
（1位：三菱重工神戸（2勝）、2位：トータル阪神（1勝1敗）、3位：神戸レールスターズ（2敗））
- リーグ戦Bブロック

第1戦　関西メディカルスポーツ学院　10－2　全播磨硬式野球団
第2戦　新日鉄広畑　2－1　関西メディカルスポーツ学院
第3戦　新日鉄広畑　6－0　全播磨硬式野球団
（1位：新日鉄広畑（2勝）、2位：関西メディカルスポーツ学院（1勝1敗）、3位：全播磨硬式野球団（2敗））
- 準決勝

三菱重工神戸　3－0　関西メディカルスポーツ学院
新日鉄広畑　2－0　トータル阪神
- 敗者復活1回戦

トータル阪神　2－0　関西メディカルスポーツ学院
- 代表決定戦

三菱重工神戸　4－0　新日鉄広畑
- 近畿予選代表決定戦

新日鉄広畑　2－1　トータル阪神
三菱重工神戸が本戦出場、新日鉄広畑は近畿予選に進出

## 近畿地区
- 1回戦

新日鉄広畑　13－1　パナソニック
大和高田クラブ　4－0　和歌山箕島球友会
- 敗者復活1回戦

パナソニック　13－0　和歌山箕島球友会
- 代表決定戦

新日鉄広畑　6－1　大和高田クラブ
- 敗者復活代表決定戦

大和高田クラブ　1－0　パナソニック
新日鉄広畑、大和高田クラブが本戦出場

## 中国地区

### 岡山県・鳥取県1次予選
- 1回戦

鳥取キタロウズ　3－1　ショウワ柵原クラブ
- 準決勝

シティライト岡山　4－2　三菱自動車倉敷オーシャンズ
倉敷ピーチジャックス　5－4　鳥取キタロウズ
- 敗者復活1回戦

三菱自動車倉敷オーシャンズ　10－0　ショウワ柵原クラブ
- 敗者復活2回戦

三菱自動車倉敷オーシャンズ　5－0　鳥取キタロウズ
- 代表決定戦

シティライト岡山　5－0　倉敷ピーチジャックス
- 中国1次予選代表決定戦

三菱自動車倉敷オーシャンズ　3－2　倉敷ピーチジャックス
シティライト岡山が中国2次予選に進出、三菱自動車倉敷オーシャンズは中国1次予選に出場

### 広島県1次予選
- 1回戦

広島鯉城クラブ　10－2　MSH塩見
- 2回戦（代表決定戦）

ツネイシ　4－3　三菱重工三原
ワイテック　3－0　三菱重工広島
伯和ビクトリーズ　8－0　日本ウェルネススポーツ専門学校広島校
JFE西日本　10－0　広島鯉城クラブ
- 敗者復活1回戦

三菱重工三原　8－2　MSH塩見
- 敗者復活2回戦

三菱重工広島　7－0　広島鯉城クラブ
三菱重工三原　7－0　日本ウェルネススポーツ専門学校広島校
- 準決勝

JFE西日本　8－1　ツネイシ
ワイテック　5－2　伯和ビクトリーズ
- 決勝

JFE西日本　8－5　ワイテック
- 第5代表決定戦

三菱重工三原　3－2　三菱重工広島
JFE西日本、ワイテック、ツネイシ、伯和ビクトリーズ、三菱重工三原が中国2次予選に進出、三菱重工広島は中国1次予選に出場

### 山口県1次予選
- 1回戦

岩国五橋クラブ　7－0　海上自衛隊岩国クラブ
- 準決勝

山口きららマウントG　6－3　岩国五橋クラブ
光シーガルズ　9－0　航空自衛隊防府クラブ
- 代表決定戦

光シーガルズ　5－4　山口きららマウントG
光シーガルズが中国2次予選に進出、山口きららマウントGは中国1次予選に出場

### 中国1次予選
- リーグ戦

第1戦　三菱重工広島　7－3　三菱自動車倉敷オーシャンズ
第2戦　三菱重工広島　2－1　山口きららマウントG
（三菱重工広島が2勝したため、敗戦チーム同士の第3戦を行わず）
三菱重工広島が中国2次予選に進出

### 中国2次予選
- リーグ戦Aブロック

第1戦　シティライト岡山　1－0　三菱重工三原
第2戦　JFE西日本　3－0　光シーガルズ
第3戦　JFE西日本　3－0　シティライト岡山
第4戦　シティライト岡山　5－2　光シーガルズ
第5戦　JFE西日本　4－1　三菱重工三原
第6戦　三菱重工三原　9－4　光シーガルズ
（1位：JFE西日本（勝点9）、2位：シティライト岡山（勝点6）、3位：三菱重工三原（勝点3）、4位：光シーガルズ（勝点0）＝コールド勝ち：勝点4、勝ち：勝点3、引き分け：勝点1、負け：勝点0、コールド負け：勝点-1で計算。Bブロックも同じ）
- リーグ戦Bブロック

第1戦　三菱重工広島　6－1　ワイテック
第2戦　三菱重工広島　14－1　ツネイシ
第3戦　伯和ビクトリーズ　1－0　ワイテック
第4戦　伯和ビクトリーズ　9－0　ツネイシ
第5戦　伯和ビクトリーズ　6－4　三菱重工広島
第6戦　ワイテック　5－3　ツネイシ
（1位：伯和ビクトリーズ（勝点10）、2位：三菱重工広島（勝点7）、3位：ワイテック（勝点3）、4位：ツネイシ（勝点-2））
- 決勝トーナメント1回戦

三菱重工広島　4－2　JFE西日本
伯和ビクトリーズ　5－2　シティライト岡山
- 敗者復活1回戦

JFE西日本　7－2　シティライト岡山
- 第1代表決定戦

伯和ビクトリーズ　4x－3　三菱重工広島
- 第2代表決定戦

三菱重工広島　5－2　JFE西日本
伯和ビクトリーズ、三菱重工広島が本戦出場

## 四国地区

### 1次予選
- リーグ戦

第1戦　四国銀行　7－3　JR四国
第2戦　松山フェニックス　7－0　アークバリアドリームクラブ
第3戦　四国銀行　18－3　アークバリアドリームクラブ
第4戦　JR四国　2－0　徳島野球倶楽部
第5戦　JR四国　10－3　松山フェニックス
第6戦　四国銀行　10－0　徳島野球倶楽部
第7戦　松山フェニックス　2－1　徳島野球倶楽部
第8戦　JR四国　5－0　アークバリアドリームクラブ
第9戦　アークバリアドリームクラブ　11－4　徳島野球倶楽部
第10戦　四国銀行　11－0　松山フェニックス
（1位：四国銀行（4勝）、2位：JR四国（3勝1敗）、3位：松山フェニックス（2勝2敗）、4位：アークバリアドリームクラブ（1勝3敗）、5位：徳島野球倶楽部（4敗））
四国銀行、JR四国、松山フェニックス、アークバリアドリームクラブが2次予選に進出

### 2次予選
- 1回戦

四国銀行　7－3　アークバリアドリームクラブ
JR四国　2－1　松山フェニックス
- 代表決定戦

JR四国　3－1　四国銀行
JR四国が本戦出場

## 九州地区

### 福岡県1次予選
- 1回戦

沖データコンピュータ教育学院　4－2　日本ウェルネススポーツ専門学校北九州
苅田ビクトリーズベースボールクラブ　6－0　福岡ベースボールクラブ
九州三菱自動車　4－1　北九州市民硬式野球クラブ
- 代表決定戦

JR九州　11－2　沖データコンピュータ教育学院
九州三菱自動車　3－2　苅田ビクトリーズベースボールクラブ
- 敗者復活1回戦

北九州市民硬式野球クラブ　10－3　福岡ベースボールクラブ
- 敗者復活代表決定戦

苅田ビクトリーズベースボールクラブ　10－3　日本ウェルネススポーツ専門学校北九州
沖データコンピュータ教育学院　2－0　北九州市民硬式野球クラブ
JR九州、九州三菱自動車、苅田ビクトリーズベースボールクラブ、沖データコンピュータ教育学院が九州2次予選に進出

### 佐賀県・長崎県1次予選
- 対抗戦

第1戦　三菱重工長崎　3－0　佐賀魂
第2戦　三菱重工長崎　20－0　佐賀魂
三菱重工長崎が九州2次予選に進出

### 大分県1次予選
- 1回戦

新日鉄大分ベースボールクラブ　6－1　BANベースボールクラブ
九州総合スポーツカレッジ　1－0　大分ソーリンズ野球倶楽部
- 代表決定戦

新日鉄大分ベースボールクラブ　5－3　九州総合スポーツカレッジ
新日鉄大分ベースボールクラブが九州2次予選に進出

### 熊本県1次予選
- 1回戦（代表決定戦）

熊本ゴールデンラークス　（不戦勝）　八代レッドスター硬式野球クラブ
- 決勝

Honda熊本　3－2　熊本ゴールデンラークス
両チームとも九州2次予選に進出

### 宮崎県・鹿児島県1次予選
- 代表決定リーグ戦

第1戦　宮崎梅田学園　5－1　鹿児島ホワイトウェーブ
第2戦　宮崎医療カレッジ　3－0　鹿児島ホワイトウェーブ
第3戦　宮崎梅田学園　4－1　宮崎医療カレッジ
（1位・宮崎梅田学園（2勝）、2位・宮崎医療カレッジ（1勝1敗）、3位・鹿児島ホワイトウェーブ（2敗））
宮崎梅田学園が九州2次予選に進出

### 沖縄県1次予選
- 1回戦

ビッグ開発ベースボールクラブ　7－0　金武イーグルス
てるクリニック　11－1　安仁屋ベースボールクラブ
- 2回戦

沖縄電力　2－1　ビッグ開発ベースボールクラブ
エナジック　4－0　てるクリニック
- 敗者復活1回戦

ビッグ開発ベースボールクラブ　7－2　てるクリニック
- 代表決定戦

エナジック　10－5　沖縄電力
- 敗者復活代表決定戦

ビッグ開発ベースボールクラブ　3－2　沖縄電力
エナジック、ビッグ開発ベースボールクラブが九州2次予選に進出

### 九州2次予選
- 1回戦

新日鉄大分ベースボールクラブ　4－3　ビッグ開発ベースボールクラブ
熊本ゴールデンラークス　5－3　苅田ビクトリーズベースボールクラブ
エナジック　3－0　沖データ・コンピュータ教育学院
- 2回戦

Honda熊本　7－0　新日鉄大分ベースボールクラブ
九州三菱自動車　5－0　宮崎梅田学園
JR九州　2－0　熊本ゴールデンラークス
三菱重工長崎　7－3　エナジック
- 敗者復活1回戦

熊本ゴールデンラークス　1－0　ビッグ開発ベースボールクラブ
エナジック　5－4　苅田ビクトリーズベースボールクラブ
沖データ・コンピュータ教育学院　6－2　宮崎梅田学園
- 敗者復活2回戦

熊本ゴールデンラークス　8－2　新日鉄大分ベースボールクラブ
エナジック　5－4　沖データ・コンピュータ教育学院
- 準決勝

九州三菱自動車　6－2　Honda熊本
JR九州　7－0　三菱重工長崎
- 敗者復活3回戦

熊本ゴールデンラークス　3－2　Honda熊本
エナジック　5－4　三菱重工長崎
- 敗者復活4回戦

熊本ゴールデンラークス　3－1　エナジック
- 第1代表決定戦

JR九州　6－1　九州三菱自動車
- 第2代表決定戦

九州三菱自動車　2－1　熊本ゴールデンラークス
JR九州、九州三菱自動車が本戦出場